# Adolphe Baudon de Mony
Pour les articles homonymes, voir Baudon et Mony.
Adolphe-Charles-Louis Baudon de Mony (28 mars 1819, Toulouse - 9 juin 1888, château de Ris-Chauveron) est un administrateur, militant chrétien et philanthrope français.

## Biographie
Gustave Chaix d'Est-Ange écrit que cette famille appartenait à la haute bourgeoisie parisienne au milieu du XVIIe siècle. Régis Valette mentionne une charge de secrétaire du roi (1741-1762) comme principe de noblesse pour la branche subsistante,.
Fils de Pascal-Auguste-Joseph Baudon de Mony, receveur général des finances et Régent de la Banque de France, et de Clémentine de Boubers (petite-fille de Hubert de Folard), il est élève au collège royal de Bourbon et obtient son doctorat en droit.
Attaché au cabinet du secrétaire général du ministère des finances, puis auditeur au Conseil d'État, il est nommé receveur général des finances de la Seine-Inférieure.
Troisième président général de la Société de Saint-Vincent-de-Paul, de 1848 à 1886, il donna une ligne plus conservatrice à la société.
Invité le 4 avril 1856 par Augustin Louis Cauchy et Charles Lenormant à la 1re réunion qui a jeté les bases de la fondation de L'Œuvre des Écoles d'Orient, plus connue actuellement sous le nom de L’Œuvre d’Orient, il fut membre de son 1er conseil général, du 25 avril 1856 jusqu’à sa démission le 29 novembre 1858.
Marié à Mélanie Lafond (fille d'Antoine-Narcisse Lafond), puis à Marie de Limairac (fille de Charles de Limairac), il est le père de Charles Baudon de Mony.

## Publications
- Appel aux catholiques, ou, Lettre sur la charité (1849)
- Des enseignements de la situation présente (1849)
- Le socialisme devant le bon sens populaire, ou simples questions à MM. les socialistes, par n'importe qui (1849)
- Des devoirs de la grande propriété (1854)
- De l'attitude que les catholiques doivent prendre envers l'industrie (1854)
- De la Vente dans les campagnes le dimanche (1859)
- Notice sur les inconvénients qu'entraîne l'usage admis dans certains pays de campagne de réserver ses emplettes pour le dimanche, moyens de remédier à ces inconvénients (1859)
- Pensées pieuses après la sainte communion pour les dimanches et fêtes principales de l'année (1859)
- Lettres à un camarade d'enfance sur les petites imperfections chez les chrétiens vivant dans le monde (1863)
- Lectures et réflexions pieuses pour le mois de Marie (1870)
- Pensées pieuses après la sainte communion, pour les dimanches et les principales fêtes de l'année (1870)
- Méditations pratiques pour le mois de saint Joseph (1876)
- La société de Saint-Vincent-de-Paul (1880)
- Mois du Sacré Cœur (1882)

### Sources
- Abbé Julius Schall, Adolphe Baudon, 1819-1888: un disciple de Saint Vincent de Paul au XIXe siècle, 1897
- Pierre-François Pinaud, Les receveurs généraux des finances, 1790-1865: étude historique : répertoires nominatif et territorial, 1990
- Jacques Benoist, Le Sacré-Cœur de Montmartre, Volumes 1 à 2, 1992